# スヴェン・フレロン
スヴェン・フレロン（Svend Fleuron, 1874年1月4日 - 1966年4月5日)は、ドイツの動物文学作家。

## 人物
地主の家に生まれ、軍の将校をしていたが、1921年に退役し、『ヨーロッパ文学』などに寄稿した。

## 日本語訳
- フレロング『野うさぎゼッペル・赤いキツネ』 (少年少女世界動物文学全集 山口四郎訳, 武部本一郎絵. あかね書房, 1964
- フレロング『のうさぎゼッペル』(幼年動物名作文庫) 伊吹朝男文, 芝美千世絵. 日本書房, 1966
- 『フレロン動物文学集』全10巻、ポプラ社、1969
  1. 『猟犬シュニップ』三浦靭郎訳, 高木澄朗 絵. 1969
  2. 『赤ギツネのおやこ』関楠生訳, 武部本一郎 絵. 1969
  3. 『追われてゆく動物たち』小川超訳, 小林勇 絵. 1969
  4. 『アヤックス少年と動物たち』河原忠彦訳, 武部本一郎 絵. 1969
  5. 『野うさぎのゼッペル』山田杉夫訳, 藤沢友一 絵.
  6. 『森の魔王ワシミミズク』三浦靭郎 訳, 高木澄朗 絵.
  7. 『のろ鹿チオの冒険』小川超 訳, 清水勝 絵.
  8. 『アイスランドの野馬』河原忠彦 訳, 武部本一郎 絵.
  9. 『たたかう灰色ネコ』関楠生 訳, 中沢潮 絵.
  10. 『警察犬フラックス』三浦靭郎 訳, 高木澄朗 絵.